# El comienzo del big bang
El comienzo del big bang es el primer DVD en directo del dúo español Amaral. Recorre el concierto grabado el 15 de septiembre de 2005, en el Palau Sant Jordi de Barcelona. Veintitrés canciones conforman este DVD, más cinco temas de pruebas de sonido, más algunos extras. Este DVD logró vender más de 25.000 copias. Actualmente, este trabajo se encuentra descatalogado y no se puede conseguir en las tiendas. 

## Contenido
- Canciones:
  1. Intro-Live el comienzo del big bang
  2. "El universo sobre mí"
  3. "Revolución"
  4. "Resurrección"
  5. "Te necesito"
  6. "Marta, Sebas, Guille y los demás" (el DVD tuvo una segunda edición para incluir esta canción, que solo fue editada en el 14 de marzo de 2007, pero que los cantantes quisieran que fuera incluida en este DVD)
  7. "Sin ti no soy nada"
  8. "Subamos al cielo"
  9. "Salir corriendo"
  10. "Como hablar"
  11. "En sólo un segundo"
  12. "Toda la noche en la calle"
  13. "Moriría por vos"
  14. "Estrella de mar"
  15. "En el río"
  16. "Rosita"
  17. "Enamorada"
  18. "Big Bang"
  19. "Tarde para cambiar"
  20. "Días de verano"
  21. "Mi alma perdida"
  22. "No soy como tú"
  23. "Salta"
  24. "Esta madrugada"

- Prueba de sonido
  1. "Días de verano"
  2. "Moriría por vos"
  3. "Revolución"
  4. "Marta, Sebas, Guille y los demás" (el DVD tuvo una segunda edición para incluir esta canción, que solo fue editada en el 14 de marzo de 2007, pero que los cantantes quisieran que fuera incluida en este DVD)
  5. "Tardes"